# Tobré
Tobré ist ein Arrondissement im Departement Atakora in Benin. Es ist eine Verwaltungseinheit, die der Gerichtsbarkeit der Kommune Péhunco untersteht. Gemäß der Volkszählung von 2013 hatte Tobré 25.860 Einwohner, davon waren 12.869 männlich und 12.991 weiblich.